# Marcin Wróbel (sędzia piłkarski)
Marcin Wróbel (ur. 3 listopada 1979 w Warszawie) – piłkarz a następnie sędzia piłkarski.

## Życiorys
Jest wychowankiem warszawskiej Agrykoli i do 1998 graczem tego klubu. Sędzią piłkarskim jest od 1998 roku.
Sędzia szczebla centralnego od 2003 roku. Sędzia międzynarodowy futsalu od 2006 roku. Arbiter Orange Ekstraklasy od 2007 roku.
Podejrzany w aferze korupcyjnej w polskiej piłce nożnej. Prokuratura wrocławska zatrzymała Wróbla tego samego dnia, kiedy został zatrzymany trener Korony Kielce Dariusz Wdowczyk. Sędzia Wróbel bezwzględnie zaprzeczył zarzutom Prokuratury i nie przyznał się do winy. Rozgłos przyniosło podpisanie przez Marcina Wróbla deklaracji antykorupcyjnej, w której zobowiązał się do przekazania na rzecz PZPN miliona złotych oraz 300 tys. euro jeśli zostanie skazany prawomocnym wyrokiem Sądu za korupcję sportową. Po kilkunastu tygodniach od zatrzymania przywrócony do sędziowania. Powrócił do Ekstraklasy 4 października 2008 meczem Piast Gliwice – ŁKS Łódź. W grudniu 2008 Wróbel podpisał z PZPN weksel na 100 tysięcy złotych, który podlega realizacji w przypadku skazania sędziego prawomocnym wyrokiem sądu za korupcję sportową. 5 lutego 2009 prokuratura postawiła Wróblowi kolejne zarzuty. Sprawą sędziego ponownie zajmie się Wydział Dyscypliny PZPN.
7 kwietnia 2009 Dominik Panek opublikował na swoim blogu List Otwarty Marcina Wróbla, w którym sędzia przedstawia swoją sprawę i prosi o pomoc w uwiarygodnieniu swojej niewinności.
Nazwisko Wróbla nie pojawia się na opublikowanej przez Przegląd Sportowy "Liście Fryzjera" ani w spisie sędziów, którzy utrzymywali telefoniczne kontakty z "Fryzjerem".